# Passhöhe

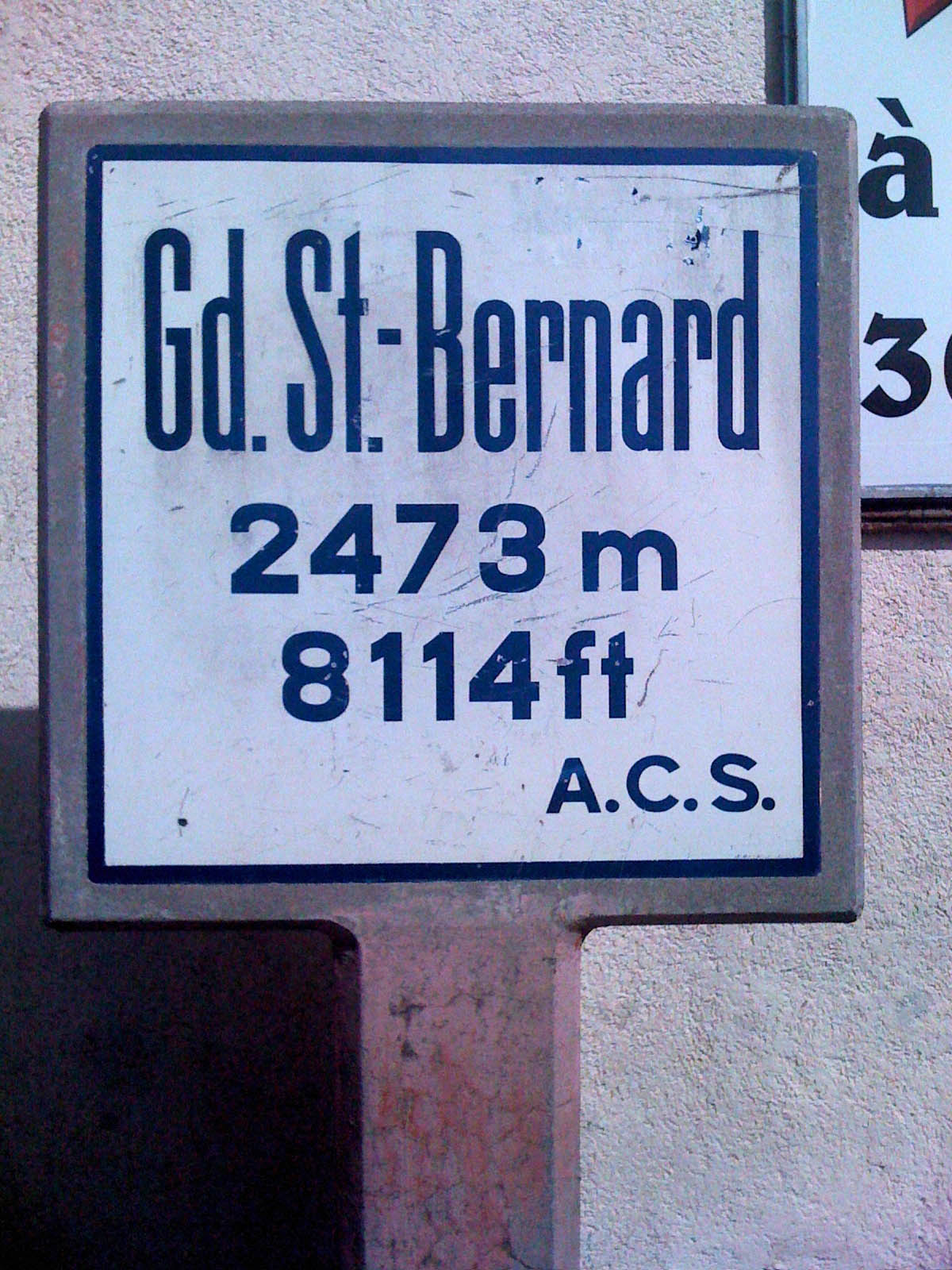
Neben der Höhe in Metern ist auch das englische Höhenmaß angegeben.

Die Passhöhe bezeichnet die tiefstmögliche gangbare Stelle eines Bergkamms, Höhenrückens oder Gratverlaufs zwischen zwei Bergketten, z. B. eines Gebirgspasses. Es wird die absolute Höhe eines Passes über dem Meeresniveau in Metern oder Fuß angegeben. Sie stellt den höchsten Punkt des idealen Übergangs dar, ist insofern ein Minimum und ein Maximum zugleich, also ein Sattelpunkt, und stets auch eine Wasserscheide. 
Die Passhöhe ist aber nicht immer (eher selten) der höchste Punkt eines Übergangsweges. Der Verlauf einer Passstraße kann seitlich vorbeiführen oder aus Gründen der besseren Erschließbarkeit diese übersteigen, im Falle einer Untertunnelung auch niedriger liegen (Scheiteltunnel). So erreicht die Straße von Disentis her auf den Lukmanierpass ihren eigentlichen Kulminationspunkt (Scheitelhöhe) auf 1972 m in der Galerie nördlich der eigentlichen Passhöhe, die auf lediglich 1915 m liegt.